# جان باترسون
جان باترسون (بالألمانية: Jaan Patterson)‏ هو مؤلف وملحن وكاتب ألماني، ولد في 23 أكتوبر 1975 في هايدلبرغ في ألمانيا.

## وصلات خارجية
- جان باترسون على موقع ميوزك برينز (الإنجليزية)
- جان باترسون على موقع ديسكوغز (الإنجليزية)